# Alta corte d'Australia
L'Alta corte d'Australia (in inglese: High Court of Australia) è la corte suprema dell'Australia, istituita nel 1903 in seguito al passaggio del Judiciary Act 1903 (Cth).
La sua autorità, tuttavia, deriva innanzitutto dal capitolo III della Costituzione australiana, che le conferisce (insieme ad altre corti che il Parlamento crea) il potere giudiziario del Commonwealth.
In genere, il tribunale opera ricevendo domande di appello dalle parti in un processo chiamato “congedo speciale”. Se la domanda di una parte viene accettata, il tribunale procederà ad un'udienza completa, di solito con osservazioni orali e scritte di entrambe le parti. Dopo la conclusione dell'udienza, il risultato è deciso dal tribunale. 
Il processo di congedo speciale, tuttavia, non si applica nelle situazioni in cui il tribunale sceglie di esercitare la sua giurisdizione originaria; tuttavia, il tribunale in genere la delega ai tribunali inferiori australiani.
La corte risiede a Canberra dal 1980, in seguito alla costruzione di un edificio apposito dell'Alta Corte, situato nel Triangolo parlamentare e con vista sul lago Burley Griffin. Le sedute della corte, in precedenza, ruotavano tra le capitali statali, in particolare Melbourne e Sydney, e la corte continua a riunirsi regolarmente fuori Canberra.

## Composizione
I 7 giudici che ne fanno parte sono nominati dal governatore generale e il loro mandato scade obbligatoriamente all'età di 70 anni, a meno che non vadano in pensione prima.